# Miary pruskie i niemieckie
Miary pruskie i niemieckie – pruski system miar, wprowadzony ustawą z 6 maja 1816 do stosowania w Prusach od 1817. Z biegiem czasu stosowanie systemu rozszerzano na inne kraje niemieckie oraz ziemie zaboru pruskiego. Od 1884 system obowiązywał w całym Cesarstwie Niemieckim. Prócz oficjalnego systemu w obrocie prywatnym wolno było stosować miary używane wcześniej.

## Podstawowe jednostki

### miary długości

#### handlowe
- 1 linia = 0,00217916(6)... m
- 1 cal (Zoll) = 12 linii =  0,0261545 m
- 1 stopa pruska = 12 cali = 0,3139 m
- 1 łokieć berliński (miara podstawowa) =  2 1/8 stopy = 0,6669 m

#### drogowe i rolne

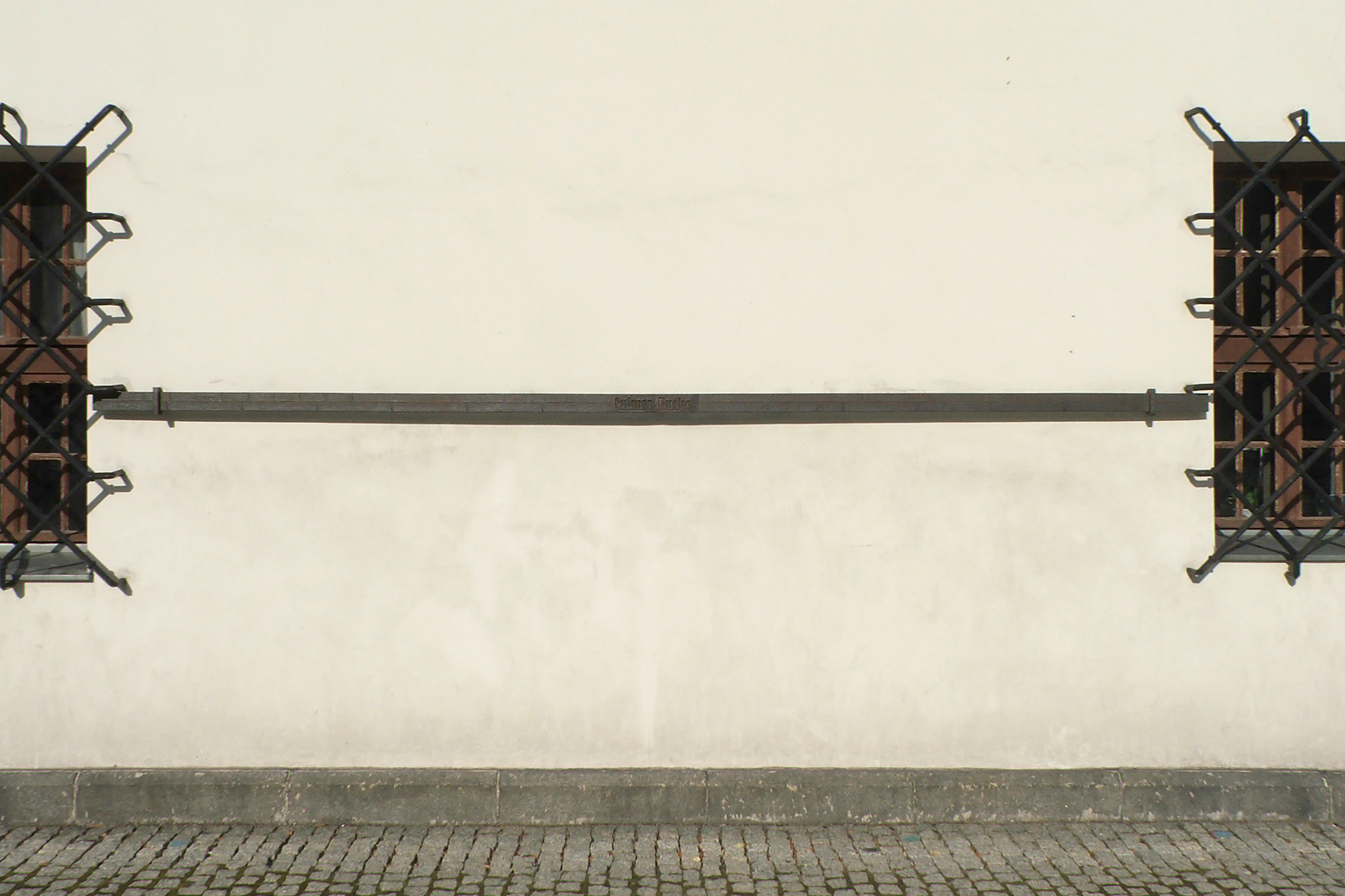
Wzorzec pręta chełmińskiego na ścianie Ratusza w Chełmnie

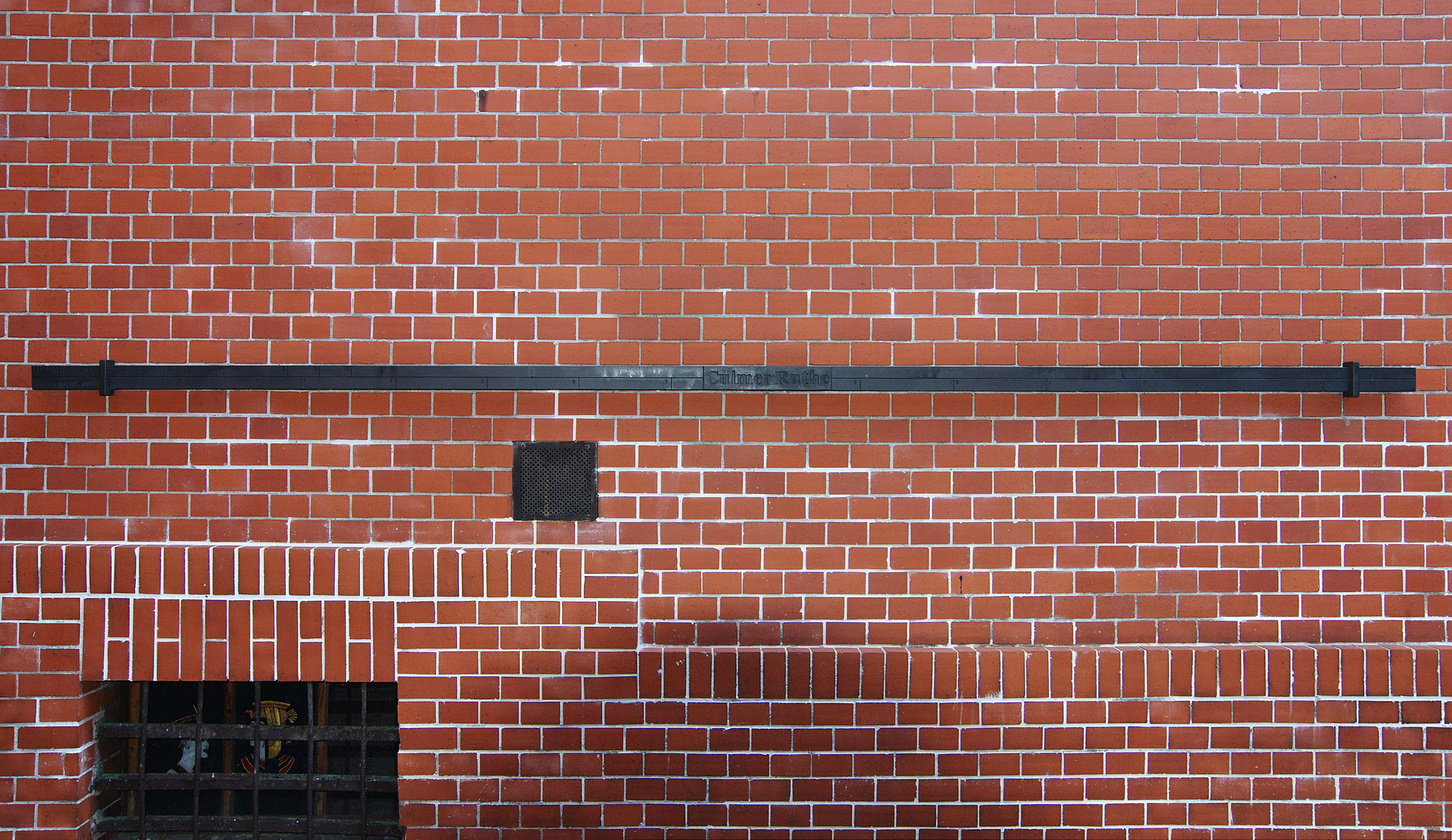
Replika wzorca pręta chełmińskiego na ścianie ratusza w Lęborku

- 1 stopa pruska albo reńska (Rheinfuß) = 0,31385 m
- 1 krok (Schritt) = 3 stopy = 0,9417 m
- 1 pręt (Rute albo Ruthe) pruski albo reński = 4 kroki = 12 stóp = 3,766 m
- 1 pręt chełmiński (alte culmische Rute) = 4,325 m
- 1 mila pruska = 2000 prętów = 7532,5 m

#### górnicze
- 1 cal lachtrowy = 0,02615 m
- 1 achtel = 10 cali = 0,2615 m
- 1 sążeń górniczy = 8 achteli = 2,092 m

### rolne miary powierzchni
- 1 pręt kwadratowy = 14,18 m²
- 1 morga reńska (miara podstawowa) = 180 prętów kwadratowych = 2553,21 m²
- 1 włóka = 30 morgów = 76 597,6 m²

### miary objętości

#### ciał sypkich
- 1 kwarta berlińska = 64 cale sześcienne = 1,145 l
- 1 garniec berliński (miara podstawowa) = 3 kwarty = 3,435 l
- 1 ćwiertnia berlińska = 4 garnce = 13,74 l
- 1 pruska stopa sześcienna = 9 garnców 30,09 l
- 1 korzec berliński = 4 ćwiertnie = 54,961 l
- 1 beczka = 4 korce = 219,85 l
- 1 małdrat = 3 beczki = 660 l
- 1 winspel = 2 małdraty = 1319 l
- 1 łaszt = 3 winspele = 3957 l

#### płynów
- 1 kwarta berlińska = 1,145 l
- 1 anker = 30 kwart = 34,35 l
- 1 wiadro berlińskie = 2 ankery = 68,7 l
- 1 om = 2 wiadra = 137,4 l
- 1 okseft = 1,5 oma = 206 l

#### budowlane
- Schachtruthe - prostopadłościan o wymiarach 1 pręt x 1 pręt x 1 stopę = 144 stopy sześcienne = 4,45 m³

### miary masy

#### lata 1817-1858
- 1 łut = 0,01462 kg
- 1 funt (miara podstawowa) = 32 łuty = 0,4677 kg
- 1 cetnar = 110 funtów = 51,45 kg
- 1 łaszt okrętowy = 36 4/11 cetnara = 1870,8 kg

#### lata 1858-1884
- 1 łut = 0,01(6) kg
- 1 funt = 30 łutów = 0,5 kg
- 1 cetnar = 100 funtów = 50 kg